# Мороз, Валерий Петрович
Вале́рий Петро́вич Моро́з (1941—2009) — советский и белорусский актёр, режиссёр и педагог.

## Биография
Работы в театре и кино отличались чёткой мотивировкой образов, обаянием персонажей, своеобразной трактовкой роли. Мастер киноэпизода. Работал в Русском театре БССР им. М. Горького. Зрителям нескольких поколений запомнились его главные герои в сказках «Иван да Марья» (1965 г.) и «Финист — ясный сокол» (1968 г.).
В 1966 г. основал один из старейших любительских театральных коллективов Беларуси — Театр юношеского творчества (ТЮТ). Минский ТЮТ под руководством ученицы В. П. Мороза Н. Е. Рачковской и сегодня успешно работает в Национальном центре художественного творчества детей и молодежи. Затем были годы педагогической деятельности в Белорусском университете культуры и искусств (БГУКИ). Самодеятельные театральные коллективы Минского дома офицеров и Дворца пионеров, приглашали на премьеры спектаклей которые ставил Валерий Мороз совместно с Андреем Душечкиным-Корсаковским.
В 2009 г. Несвижскому театру имени Уршули Радзивилл под руководством В. П. Мороза было присвоено звание «Заслуженный любительский коллектив Республики Беларусь». Совсем недавно он записал одну из ролей в радиоспектакле «Западня» по В. Быкову, а зрителю запомнилась последняя работа Валерия Мороза в многочисленных театрализованных представлениях где он не исполнял, а проживал эпизоды жизни белорусского просветителя Франциска Скорины. За годы педагогической работы он дал профессиональную подготовку целому поколению режиссёров массовых театрализованных зрелищ и создал школу режиссёрского мастерства. Ученики замечательного педагога и режиссёра продолжили традиции своего Мастера и успешно работают на радио, телевидении, в театрах, на эстраде.

## Фильмография
- 1987 — Отступник
- 1989 — Несрочная весна
- 1989 — Не покидай...
- 2003 — В июне 41-го
- 2003 — Анастасия Слуцкая
- 2006 — Три талера
- 2009 — Террористка Иванова

## Награды
- Почётная грамота Совета Министров Республики Беларусь (15 октября 2003 года) — за значительный вклад в подготовку кадров работников отрасли культуры, постановку многочисленных высокопрофессиональных праздничных мероприятий[1].